# پل آجری بالاجنید لاک‌پل
پل آجری بالاجنید لاک‌پل مربوط به دوره قاجار است و در شهرستان قائم شهر، روستای بالا جنید لاک پل واقع شده و این اثر در تاریخ ۱۰ بهمن ۱۳۸۳ با شمارهٔ ثبت ۱۱۳۴۰ به‌عنوان یکی از آثار ملی ایران به ثبت رسیده است.